# الفيلق الأذربيجاني
الفيلق الاذربيجاني أو فيلق أذربيجان واحدة من الوحدات الأجنبية في الفيرماخت. تم تشكيلها في ديسمبر 1941 باعتبارها فيلق Kaukasische-Mohammedanische (فيلق القوقاز المسلم) وتمت إعادة تعيينها في عام 1942 لتصبح فيلقين منفصلين، فيلق شمال القوقاز والجيش الأذربيجاني. كانت تتألف بشكل أساسي من متطوعين سابقين من أسرى الحرب ولكن أيضًا من متطوعين من شعوب أخرى في المنطقة. في وقت لاحق، انضم بعض هؤلاء الأذربيجانيين إلى تشكيلات متطوعي أزيري وافين أس أس.  

انضم العديد من الأذربيجانيين إلى الفيلق على أمل تحرير وطنهم من الحكم السوفيتي. قال جندي أذربيجاني ألقي القبض عليه للألمان إنه معادي للبلاشفة، ويريد فقط فرصة لتحرير وطنه.

## أصول

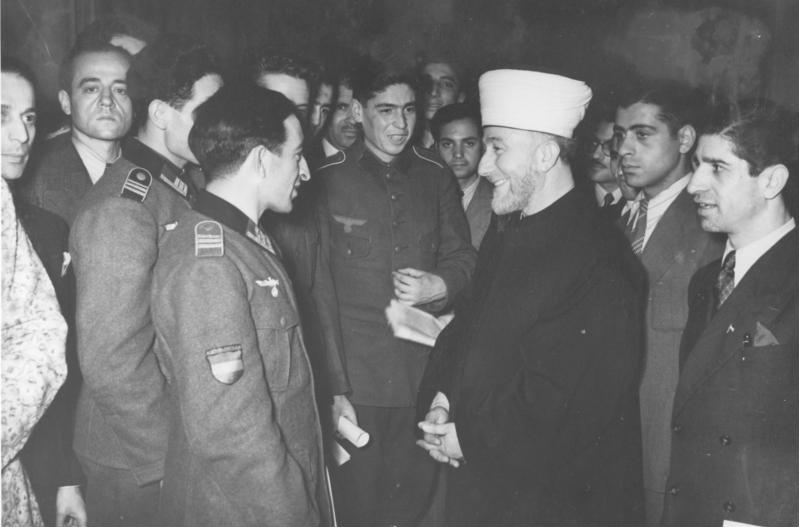
أساطيل أذربيجانية يتحدثون مع مفتي القدس، الحاج أمين الحسيني، في 19 ديسمبر 1942، هاوس دير فليغر، برلين

أنتجت الانتصارات الأولية الشاملة لعملية بارباروسا مئات الآلاف من الأسرى غير الروس في قبضة الجيش الألماني. كلهم كانوا جائعين، كثيرون كانوا يموتون جوعا. في ثمانية أشهر فقط من 1941-1942، قتلت الجيوش الألمانية الغازية ما يقدر بنحو 2.8 مليون أسير حرب سوفييتي من الجوع والإعدام. كانت الظروف في معسكرات السجن فظيعة. «لم تكن هناك ثكنات أو سكن دائم. كانت المخيمات ببساطة مناطق مفتوحة مسيجة بأسلاك شائكة. كان على السجناء الاستلقاء تحت أشعة الشمس ثم في الطين، وفي الخريف - مع درجات حرارة منخفضة تصل إلى 30 درجة مئوية - واجهوا احتمال التجميد حتى الموت.» 
كان تجنيد المتطوعيين الأجانب محاط بسرية كبيرة في البداية، خوفًا من هتلر الذي عارض بشكل قاطع أي شكل من أشكال مشاركة المواطنين السوفيت في الحرب ضد روسيا. لكن احتياجات الجيش على الجبهة الشرقية دفعت القادة الألمان إلى قبول خدمات المتطوعين في قتال النظام السوفيتي حتى ضد أوامر القيادة العليا الواضحة.
وكان عشرات الآلاف منهم من المسلمين، حيث جاء معظمهم من الاتحاد السوفيتي. في ديسمبر 1941، أمرت مذكرة سرية للغاية بأن تقوم القيادة العليا للفيرماخت بإنشاء وحدتين مسلمتين: الفيلق التركي ويتكون من متطوعين مسلمين من آسيا الوسطى؛ مثل التركمان والأوزبك والكازاخ وقيرغيزو قرقلباغيون والطاجيك و Kaukasisch-Mohammedanische فيلق من المتطوعين من مسلمي القوقاز. مثل الأذريين وداغستان والشيشان والأنغوش ولزجين.
كان المغازلة الألمانية للمسلمين السوفيت جزءًا من مخططات هتلر لجلب تركيا إلى جانبه وتعزيز السيطرة على حقول النفط في الشرق الأوسط وباكو. أكثر المسلمين السوفيت الذين خدموا مع الألمان كانوا التركستان. تم دمج المتطوعين التركستانيين الأوائل ككتيبة واحدة من الفرقة الصخرية 444 في نوفمبر 1941، وأصبحوا قوة مساعدة لمساعدة للألمان في قتال الثوار المحليين. تم تعيين الرائد أندرياس ماير مادير كقائد للكتيبة 444. كان ماير مادير، النمساوي، قد خدم في أركان جيش تشيانغ كاي شيك القومي الصيني قبل الحرب العالمية الثانية.
وفقًا لجريدة أرجومنتي أي فاكتي، قاتل 40.000 مواطن أذربيجاني من أجل الرايخ الثالث، بينما تم تجنيد 700,000 أذربيجاني في جيوش الاتحاد السوفيتي.

## وارسو
في 29 يناير 1944 تم تعيين هاينز راينفارث كأس أس وقائد الشرطة في Reichsgau Wartheland (بولندا العظمى بولندا فويفود التي ضمتها ألمانيا في عام 1939). كان مسؤولاً عن القمع المنظم ضد البولنديين وغيرهم من الجنسيات المحرومة من جميع الحقوق من قبل ألمانيا. بعد اندلاع انتفاضة وارسو، أُمر راينفارث بتنظيم وحدة عسكرية من الشرطة السادسة عشر وغيرها من وحدات الأمن الأصغر والتوجه إلى وارسو. لدى وصوله تم دمج قواته في كوربسغروب فون ديم باخ التابعة للجنرال إريك فون ديم باش الذي أمره هيملر بقمع التمرد. من 5 أغسطس 1944 شاركت مجموعة رينفارث في القتال في منطقة وولا. أُعدم جنوده في عدة أيام حوالي 40,000 من سكان وارسو في ما يعرف الآن بمذبحة Wola. وقد ارتكبت عمليات القتل في معظمها بواسطة عناصر من كامبفغروب راينفارث التي هاجمت المنطقة التي يسيطر عليها المتمردون من الغرب.
- الأذرية SS تشكيلات المتطوعين
- اللجنة الوطنية لأذربيجان
- الفيلق العربي الحر
- Ostlegionen
- Reichskommissariat Kaukasus
- عبد الرحمن فتالييلي